# Oued Howar

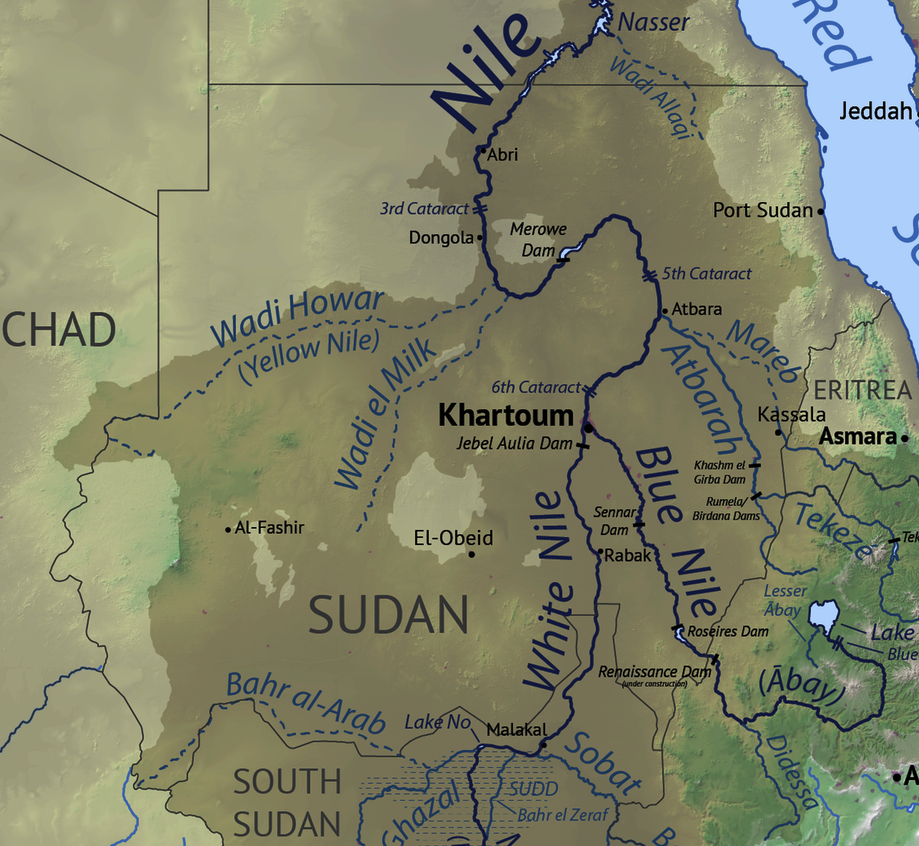
Carte du bassin versant du Nil au Soudan

L'oued Howar est un oued asséché qui traverse tout le nord-ouest du Soudan d'ouest en est avant de se jeter dans le Nil. C'était le principal affluent saharien du Nil à l'époque du Subpluvial néolithique. 

## Géographie
L'oued Howar prend sa source dans la région de l'Ennedi, au Tchad, puis s'écoule au Soudan à travers l'état du Darfour du Nord et l'état du Nord, avant de rejoindre le Nil au nord de la grande courbure du Nil, en face de la ville de Vieux Dongola. Il s'étire sur plus de 1 100 km dans une direction ouest-est à travers les franges sud du désert Libyque, une région qui reçoit en moyenne 25 mm de pluie par an.

## Holocène
L'oued Howar est la relique de l'ancien « Nil jaune », un affluent du Nil pendant le Subpluvial néolithique, d'environ 7500 à 2500 av. J.-C. À cette époque, la savane domine la région qui est peuplée d'éleveurs. La frontière sud du Sahara se trouve quelque 500 km plus au nord qu'elle est actuellement. Lorsque le Sahara entreprend sa désertification, entre 4000 et 2500 av. J.-C., l'oued se mue en une chaine de lacs d'eau douce et de marais, tels qu'illustrés par la Géographie de Ptolémée, puis s'assèche au tournant de notre ère.

## Archéologie
L'abondance de sites préhistoriques témoigne des conditions écologiques favorables à l'installation des populations humaines et l'existence d'une voie de communication entre les régions intérieures de l'Afrique et la vallée du Nil. Le site archéologique le plus étudié jusqu'ici dans l'oued est Gala Abu Ahmed.

## Faune
On y trouve encore quelques spécimens de plus en plus rares (car isolés par l'assèchement toujours en cours de cet ancien lit de fleuve) de "crocodiles du désert", cousins plus petits des crocodiles du Nil, et des poissons spécifiques.